# Drosophila guttifera
Drosophila guttifera este o specie de muște din genul Drosophila, familia Drosophilidae, descrisă de Walker în anul 1849. Conform Catalogue of Life specia Drosophila guttifera nu are subspecii cunoscute.